# Catalans de France
Les Catalans de France sont une équipe française de rugby à XIII qui jouait habituellement contre des équipes nationales qui sont en tournée en France. 
Par exemple, lors de la Tournée de l'équipe d'Australie de rugby à XIII en 1978.
Composition des Catalans :
Cette sélection a affronté à trois reprises les Australiens et une fois les Néo-Zélandais. Le 1er janvier 1948, elle joue contre la Nouvelle-Zélande et perd 10 à 7. Le 26 décembre 1948 au stade Jean-Laffon de Perpignan, devant 14 000 spectateurs, les Catalans de Paul Dejean l'emportent 20 à 5 contre l'Australie,. Enfin le 12 décembre 1982, pour leur dernière rencontre, les Catalans s'inclinent lourdement face aux Australiens 53 à 2.

## Histoire
L’équipe joue pour la première fois contre la Nouvelle-Zélande en 1947, match qu'elle perd d'une très faible marge (7-10).
Il s'agit d'une sélection créée par Paul Dejean, probablement pour appuyer la revendication d'autonomie de la Catalogne, particulièrement vive dans la partie espagnole. La fédération française de rugby à XIII souhaite même lui faire disputer des compétitions internationales, mais elle se heurte au refus de la RFL.